# Heposalo (ö i Saimen)
Heposalo är en ö i Finland. Den ligger i sjön Saimen och i kommunen Villmanstrand i landskapet Södra Karelen, i den södra delen av landet, 200 km nordost om huvudstaden Helsingfors. Öns area är 1,95 kvadratkilometer och dess största längd är 2,6 kilometer i sydöst-nordvästlig riktning.